# Sobralia turkeliae
Sobralia turkeliae är en orkidéart som beskrevs av Eric Alston Christenson. Sobralia turkeliae ingår i släktet Sobralia och familjen orkidéer.
Artens utbredningsområde är Peru. Inga underarter finns listade i Catalogue of Life.